# Progresiv TM
Progresiv TM was een Roemeense progressieve rockgroep, actief in de jaren zeventig.
De groep werd opgericht in 1972 in Timișoara, aanvankelijk onder de naam Classic XX. Vanaf 1973 noemde de groep zich Progresiv TM. De oorspronkelijke leden van de groep waren Harry Coradini (zang), Ladislau Herdina (gitaar en zang), Zoltan Kovacs (bas) en Helmuth Moszbruker (drums). De band kende aanvankelijk lokaal succes. Tegen 1975 werd bassist Kovacs vervangen door Ilie Stepan, en met deze bezetting verscheen het eerste album Dreptul de a visa, waarmee de groep in heel het land bekend raakte. De groep verscheen met twee nummers "Crede-mă" en "Acest pămînt" op Formații de muzică pop 1, een eerste verzamelalbum uit een reeks met Roemeense popmuziek.
In 1976 wordt het tweede album Puterea muzicii opgenomen, dat in 1977 verschijnt. De groep houdt het daarna voor bekeken. Coradini en Herdina gaan samenspelen met Liviu Tudan, Florin Ochescu en Decebal Bădilă van de groep Roșu și Negru in de supergroep Progresiv TM - Rosu și Negru.

## Discografie
- 1975 : Dreptul de a visa
- 1977 : Puterea muzicii